# IC 2550
IC 2550 је спирална галаксија у сазвјежђу Мали лав која се налази на листи објеката дубоког неба у Индекс каталогу.
Деклинација објекта је + 27° 57' 21" а ректасцензија 10h 10m 27,9s. Привидна величина (магнитуда) објекта IC 2550 износи 13,7 а фотографска магнитуда 14,5. IC 2550 је још познат и под ознакама UGC 5484, MCG 5-24-23, CGCG 153-27, IRAS 10076+2811, PGC 29615.